# Germán Suárez Flamerich
Germán Suárez Flamerich (Caracas, 10 april 1907 – aldaar, 24 juni 1990) was de 59ste president van Venezuela, van 27 november 1950 tot 2 december 1952. Naast het president zijnde was Flamerich in zijn loopbaan ook advocaat, universiteitsprofessor, diplomaat en politicus. 
Flamerich studeerde rechten aan de Centrale Universiteit van Venezuela in Caracas. Als student nam hij deel aan protesten tegen de dictatuur van Gómez, in april 1928 en de herfst van 1929. In 1931 kreeg Flamerich een PhD in politicologie en rechten. Vervolgens ging hij op de Centrale Universiteit van Venezuela doceren in Burgerlijke rechten, van 1936 tot 1941. In 1945 werd hij decaan op de Universiteit van Rechten. Hij deed dit tot 1947.
Hij was "ad honorem" president van de prijscontrolecommissie (1940 en 1941) en een lid van de Asamblea Nacional voor het Hoofdstedelijk District. In 1949 was hij secretaris van Buitenlandse Zaken en in 1950 was hij ambassadeur van Peru. Op 27 november 1950 werd hij aangesteld tot president nadat voormalig president Carlos Delgado Chalbaud was vermoord. Op 2 december 1952 nam het leger het presidentschap over en nam Marcos Pérez Jiménez het van Flamerich over. Daarna ging Flamerich voor vele jaren in ballingschap. Later keerde hij terug naar Venezuela en werkte aldaar als advocaat.